# Psittacanthus geniculatus
Psittacanthus geniculatus är en tvåhjärtbladig växtart som beskrevs av Kuijt. Psittacanthus geniculatus ingår i släktet Psittacanthus och familjen Loranthaceae. Inga underarter finns listade i Catalogue of Life.